# IronPort
IronPort Systems, Inc. дочерняя компания Cisco, занимающаяся проблемами безопасности электронной почты и web доступа. Базируется в Сан-Бруно, Калифорния. Разрабатывает 2 основных направления: Cisco Email Security и Cisco Web Security, основанные на стратегии безопасности Cisco. В 2012 году продукты компании IronPort были полностью интегрированы в линейку оборудования Cisco по ценообразованию и поставкам и отражаются в GPL (Global Price List).

## История
Компания основана в 2000 году сотрудниками таких компаний, как Hotmail, eGroups, ListBot и Yahoo!. В 2007 году компания, имевшая на тот момент 408 сотрудников, была поглощена компанией Cisco Systems inc. за 830 миллионов долларов.

Cisco IronPort (настоящее название Cisco Email Security Appliance) используется в 80 % крупнейших ISP и в более 40 % крупнейших в мире предприятий. IronPort применяется в таких крупных Российских и международных компаниях, как Балтика, Уральские авиалинии, Ростелеком, МегаФон, Высшая школа менеджмента, ВТБ Страхование, РУТЬЮБ и многих других.

## Продукты компании
- С-серия (Email Security Appliance) — серия продуктов для защиты почты от спама, вирусов и других видов атак
- S-серия (Web Security Appliance) — серия продуктов для обеспечения безопасности Web доступа, представляет собой прокси сервер
- M-серия (Security Management Appliance) — система для централизованного управления C и S серией, позволяет централизовать хранение отчётов, карантина и трекинга.

Выбор версии исполнения продукта происходит не по прямому желанию заказчика, а по количеству приобретённых лицензий и оценке объёма трафика инженером Cisco или компании интегратора. Модель лицензирования не подразумевает покупку непосредственно сервера обработки почты или веб-трафика, сервер поставляется условно бесплатно, вместе с приобретенными лицензиями и остается у заказчика после окончанию действия лицензии. Фактически заказчик оплачивает только лицензии в соответствии с соглашением и количеством защищаемых почтовых ящиков.

В Ноябре 2013 года Cisco Обновляет всю линейку, кроме начального уровня (C170, S170 и M170). А также начинает использовать в качестве серверной базы собственные решения платформы Cisco Unified Computing System.

### Cisco Email Security Appliances
В зависимости от объёма почты, Cisco предоставляет заказчику различные варианты исполнения:
- Cisco Email Security Appliance C170 до 2000 почтовых ящиков, 32 тысячи сообщений в секунду
- Cisco Email Security Appliance C370 до 10000 почтовых ящиков, 68 тысяч сообщений в секунду
- Cisco Email Security Appliance C670 более 10000 почтовых ящиков, 120 тысяч сообщение в секунду
- Cisco Email Security Appliance X1070 до 20000 почтовых ящиков, 140 тысяч сообщений в секунду

### Cisco Web Security Appliance
- Cisco Web Security Appliance S170 до 1500 пользователей, 128 HTTP транзакций в секунду
- Cisco Web Security Appliance S370 от 1500 до 6000 пользователей, 750 транзакций в секунду
- Cisco Web Security Appliance S670 от 6000 до 12000 пользователей, 950 транзакций в секунду

### Cisco Content Security Management Appliance
Продукт используется для распределения и централизованного управлением решениями Email Security и Web Security.
- Cisco Content Security Management Appliance M170 до 1000 пользователей, 400 тыс. сообщений в час, 128ГБ пространства под карантин
- Cisco Content Security Management Appliance M670 до 10000 пользователей, 1,4 млн сообщений в час, 150ГБ пространства под карантин
- Cisco Content Security Management Appliance M1070 более 10000 пользователей, 1,5 млн сообщений в час, 265ГБ пространства под карантин

### Cloud Web Security Connected
Представляет собой коннектор для межсетевых экранов Cisco ASA. Перенаправляет интернет-трафик корпоративных пользователей в облачную службу SIO (Cisco Security Intelligence Operations), где происходит проверка трафика в соответствии с правилами и его фильтрация.

### Cisco Cloud Web Security и Cisco Cloud Email Security
Представляют собой облачные сервисы. Выступают как альтернатива приобретению bundle версии защиты. Для перенаправления трафика
Для работы мобильных клиентов требуется установка дополнительно Cisco AnyConnect Secure Mobility Client, который туннелирует трафик в облачную службу SIO.

## Общий механизм работы
Для фильтрации почтового трафика, во главу ставится рейтинговая система с использованием сервиса SenderBase. Сервис выставляет оценку каждому серверу, отправляющему почту. Для обычных пользователей сервис может сообщить только обобщённую репутацию, такую как хорошо/нейтрально/плохо, однако для авторизованных клиентов, которым является IronPort, доступна более подробная оценка от − 1,0 до 10,0. Также SenderBase измеряет общий мировой объём почты и спама.
Конкурирующие системы по мониторингу почтового трафика:

Sender Score.org

AOL Postmaster Reputation Check